# Mal Donaghy
Malachy Martin "Mal" Donaghy (Belfast, 13 september 1957) is een Noord-Iers voormalig betaald voetballer die doorgaans als linksachter speelde. Buitendien kon hij centraal in de verdediging uit de voeten. Donaghy speelde 91 interlands in het Noord-Iers voetbalelftal.

## Clubcarrière
Donaghy, een rustige verdediger wat betreft de opbouw van het spel, begon zijn carrière als profvoetballer bij het Noord-Ierse Larne in 1977. Amper een jaar later verkaste hij voor £ 20.000 ,- naar Luton Town. Donaghy verkreeg hier de status van clubicoon. Hij speelde meer dan 400 wedstrijden in het eerste elftal van Luton en won verrassend de League Cup in 1988, toen Luton als underdog Arsenal in de luren legde. Donaghy speelde de hele wedstrijd. Na de winst van de ligabeker trok Manchester United, een club in volle wederopbouw onder leiding van de dan recent aangestelde Sir Alex Ferguson, aan de mouw van Donaghy. Met de transfer van Donaghy naar Old Trafford was een bedrag van £ 650.000 ,- gemoeid. Tot het begin van de jaren 90 speelde Donaghy regelmatig voor United, vaak als centrale verdediger (wat eigenlijk zijn geliefkoosde positie was).
Donaghy won drie prijzen met de club uit Manchester: de UEFA Beker der Bekerwinnaars (1991), de UEFA Super Cup (1991) en de FA Charity Shield (1990). In 1990 won United de FA Cup tegen Crystal Palace, maar Donaghy kreeg geen medaille doordat hij voor de rest van het seizoen 1989/90 op huurbasis voor Luton Town uitkwam. Ferguson verkoos namelijk Lee Martin. Die laatste bedankte Ferguson in de replay. Martin scoorde het winnende doelpunt. Ook in de eerste finale, een spectaculaire 3–3, had de Noord-Ier dus geen rol. Donaghy verliet Manchester United in 1992. Gary Pallister speelde hem uiteindelijk uit het elftal.
Donaghy vond onderdak op Stamford Bridge bij de stabiele middenmoter Chelsea van manager-coach Ian Porterfield. Chelsea betaalde £ 100.000 ,- voor de centrumverdediger. Voor Chelsea speelde Donaghy nog 68 wedstrijden in de pas opgerichte Premier League. Hij maakte ook drie competitiedoelpunten voor de Blues.
Aan het einde van het seizoen 1993/94 stopte hij met profvoetbal als verdediger van Chelsea.

## Erelijst
Luton Town FC
- League Cup

1988
 Manchester United FC
- UEFA Beker der Bekerwinnaars

1991
- UEFA Super Cup

1991
- FA Charity Shield

1990

## Interlandcarrière
Donaghy debuteerde in mei 1980 voor het Noord-Iers voetbalelftal, vriendschappelijk tegen Schotland. Uiteindelijk rijfde Donaghy 91 caps binnen, tussen 1980 en 1994. Hij maakte deel uit van de Noord-Ierse selectie voor het WK 1982 in Spanje en WK 1986 in Mexico. BBC vermeldde hem in 2020 in een Noord-Ierse eregalerij naast onder meer George Best, Norman Whiteside en doelman Pat Jennings.